# Catherine Schell
Catherine Schell (Budapest, 17 de julio de 1944), nombre artístico de Katherina Freiin Schell von Bauschlott, es una actriz húngara de nacionalidad británica, conocida por interpretar a la metamorfa alienígena Maya en la famosa serie de ciencia ficción televisiva Space: 1999.

## Biografía
A través de un bisabuelo alemán, Schell está emparentada con Luis XIV de Francia (1638-1715), Felipe II, duque de Orleans (1674-1723), regente de Francia, y Francisco I, emperador del Sacro Imperio Romano (1708-65). En 1968 Schell conoció y se casó con su primer marido, el actor británico William Marlowe (1930-2003), y se mudó a Londres. El matrimonio terminó en divorcio en 1977. Luego se casó con el director Bill Hays (1938-2006) en 1982. La carrera de Schell continuó hasta mediados de la década de 1990, tras lo cual se retiró de la actuación y abrió Chambre d'Hôtes Valentin, una pequeña casa de huéspedes en Bonneval, Haute-Loire, Francia, que se convirtió en un destino popular para los fanáticos de Space: 1999. Pero vendió esta posada tras la muerte de su segundo marido en 2006.

## Carrera
Schell, una actriz de particular carisma y buena apariencia logró cierta popularidad por su participación en el cine y, sobre todo, la televisión británica en los sesenta y setenta, apareciendo en más de 47 series que abarcan un período de casi 30 años. Aunque utilizaba los nombres artísticos "Catherine von Schell" y "Katherina von Schell" ("Schell" es el apellido; "von Bauschlott" indica la región de Alemania de donde provenía la familia Schell) a comienzo de su carrera, es conocida como "Catherine Schell". No tiene vínculos familiares con los actores Maximilian y Maria Schell.
Hizo su debut en el cine en 1964 en la película Lana: Queen of the Amazons. En 1969 apareció en la película del agente secreto James Bond On Her Majesty's Secret Service protagonizada por George Lazenby. En 1972 usó por primera vez el nombre Catherine Schell en Madame Sin, una serie televisiva estadounidense protagonizada por Bette Davis.

## Filmografía seleccionada
- Assignment K (1968)
- Amsterdam Affair (1968)
- Moon Zero Two (1969)
- On Her Majesty's Secret Service (1969)
- Madame Sin (1972)
- The Black Windmill (1974)
- Callan (1974)
- The Return of the Pink Panther (1975)
- Space 1999 (1975) (serie de televisión)
- Gulliver's Travels (1977)
- The Prisoner of Zenda (1979)
- The Island of Adventure (1982)
- La familia Monster (2022)[4]